# 天澤商場

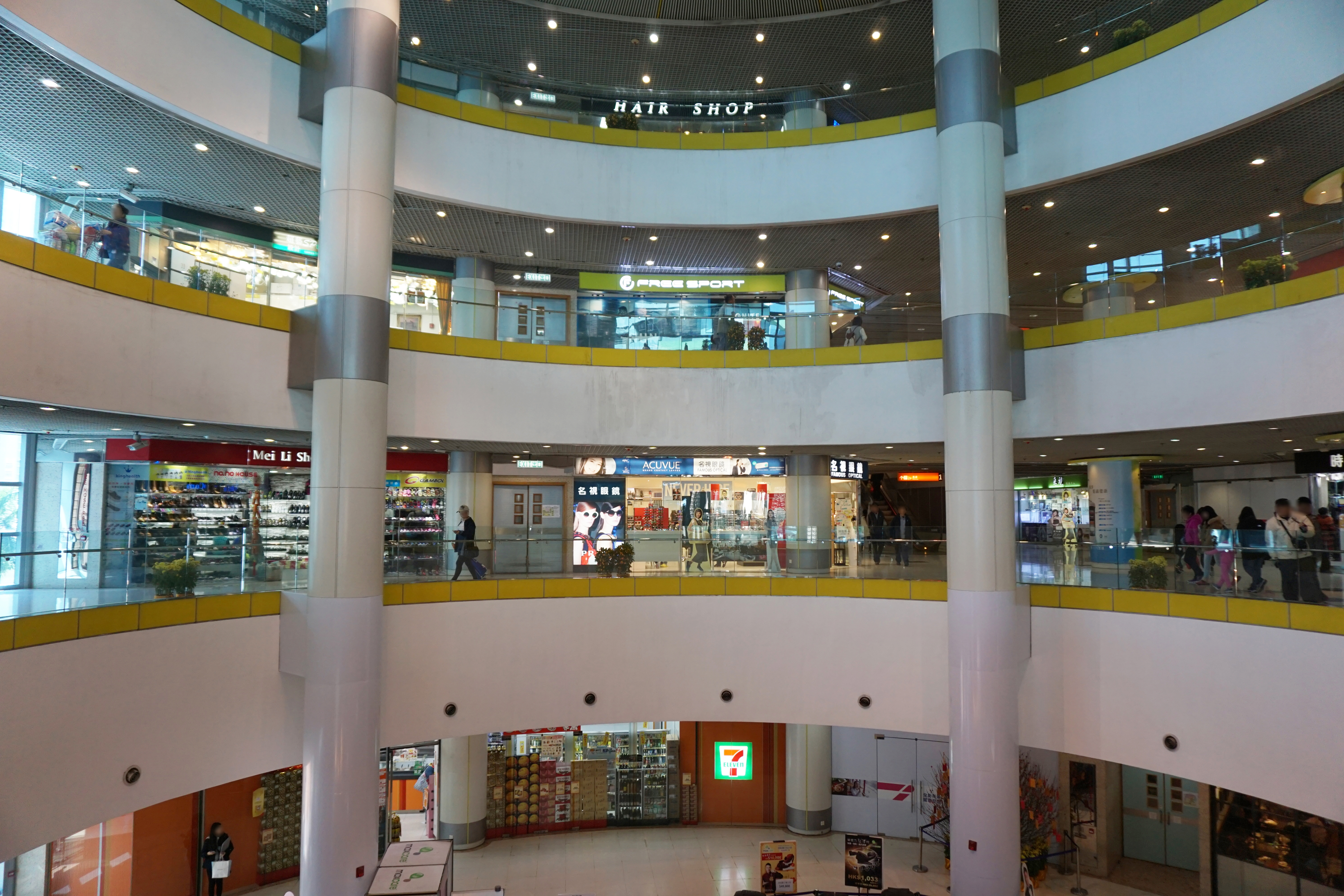
天澤商場東面中庭（2017年）

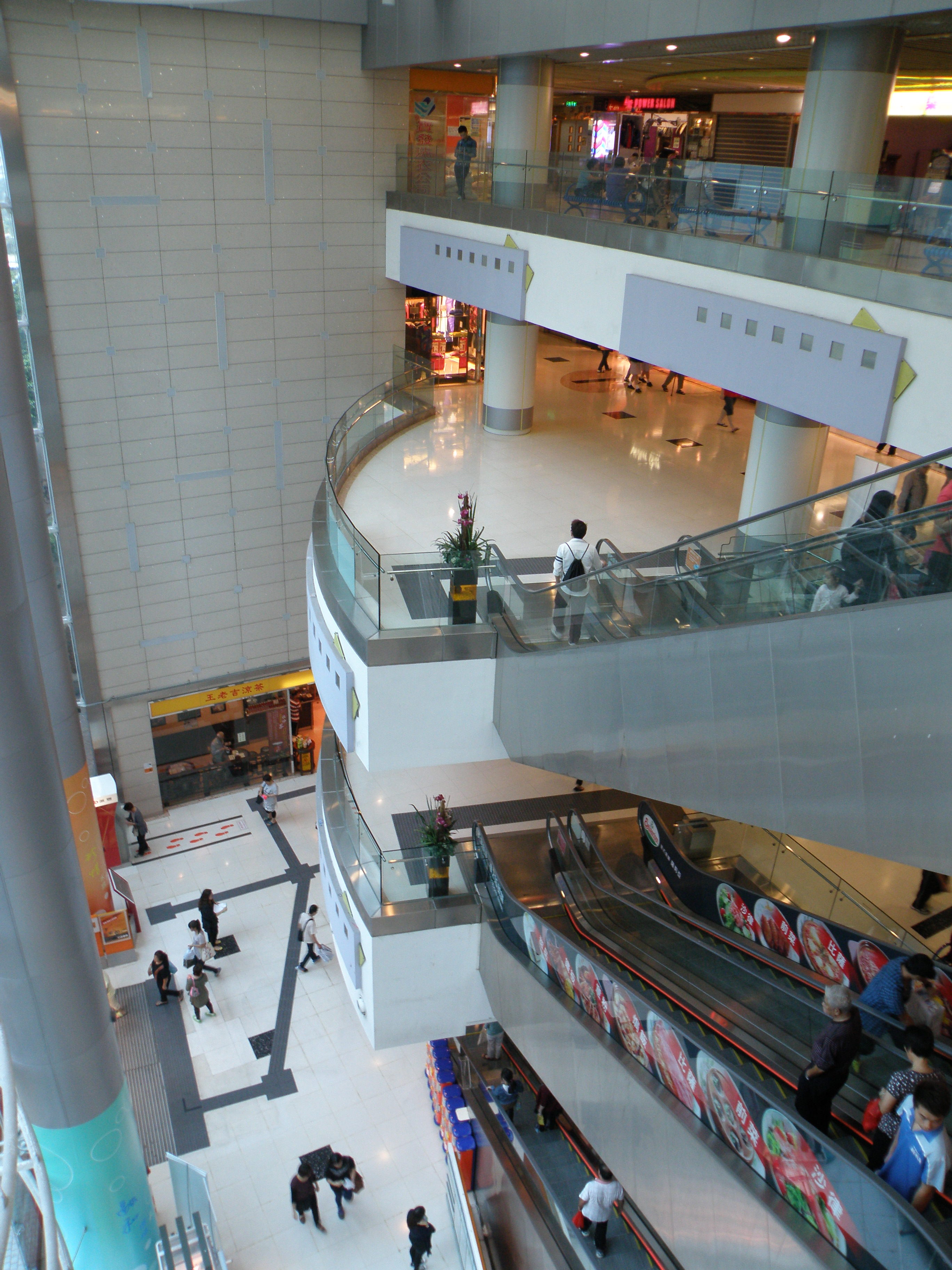
天澤商場西面中庭（2014年）

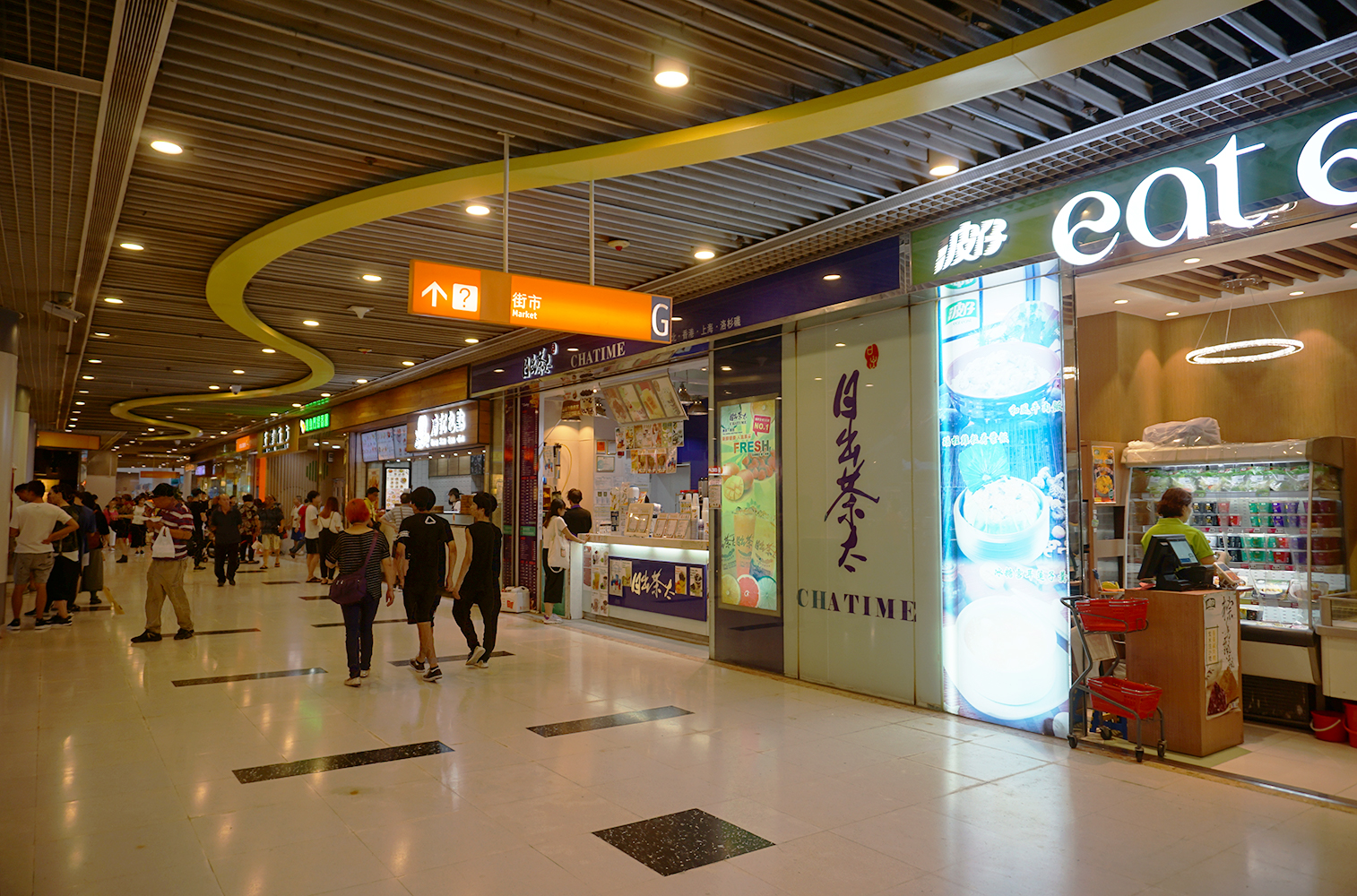
天澤商場地下

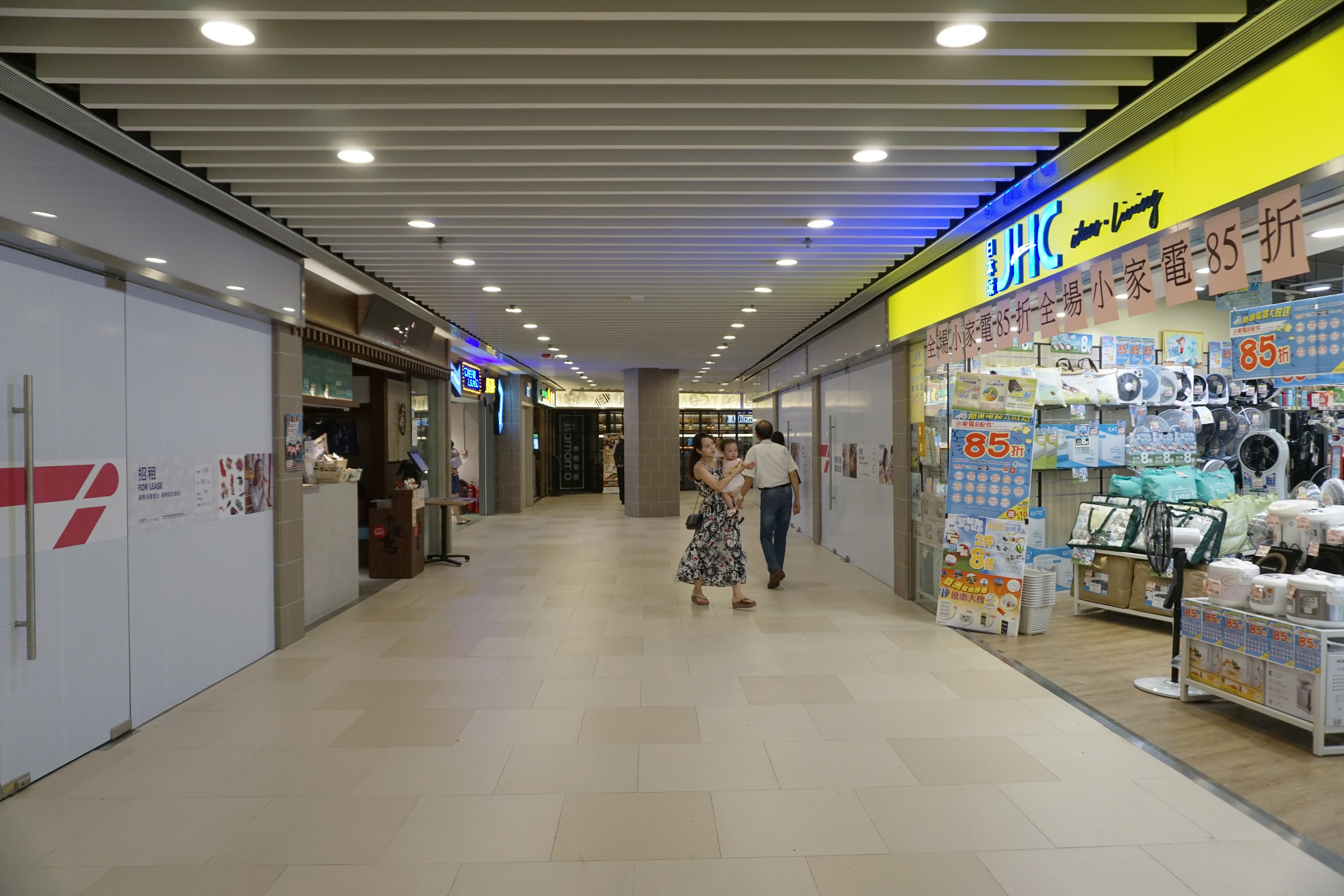
天澤商場1樓，原有街市位置被改成食肆及商舖

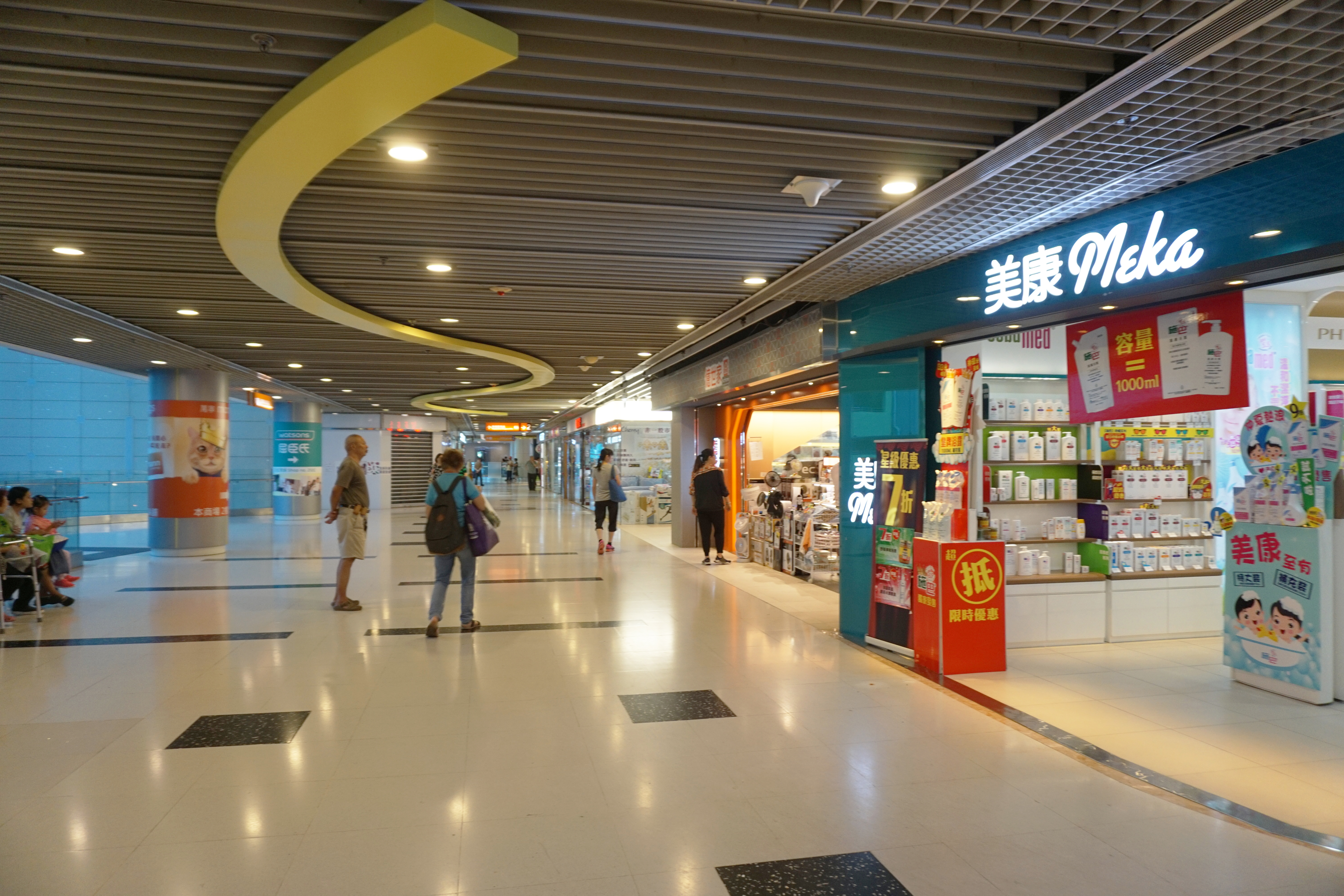
天澤商場2樓

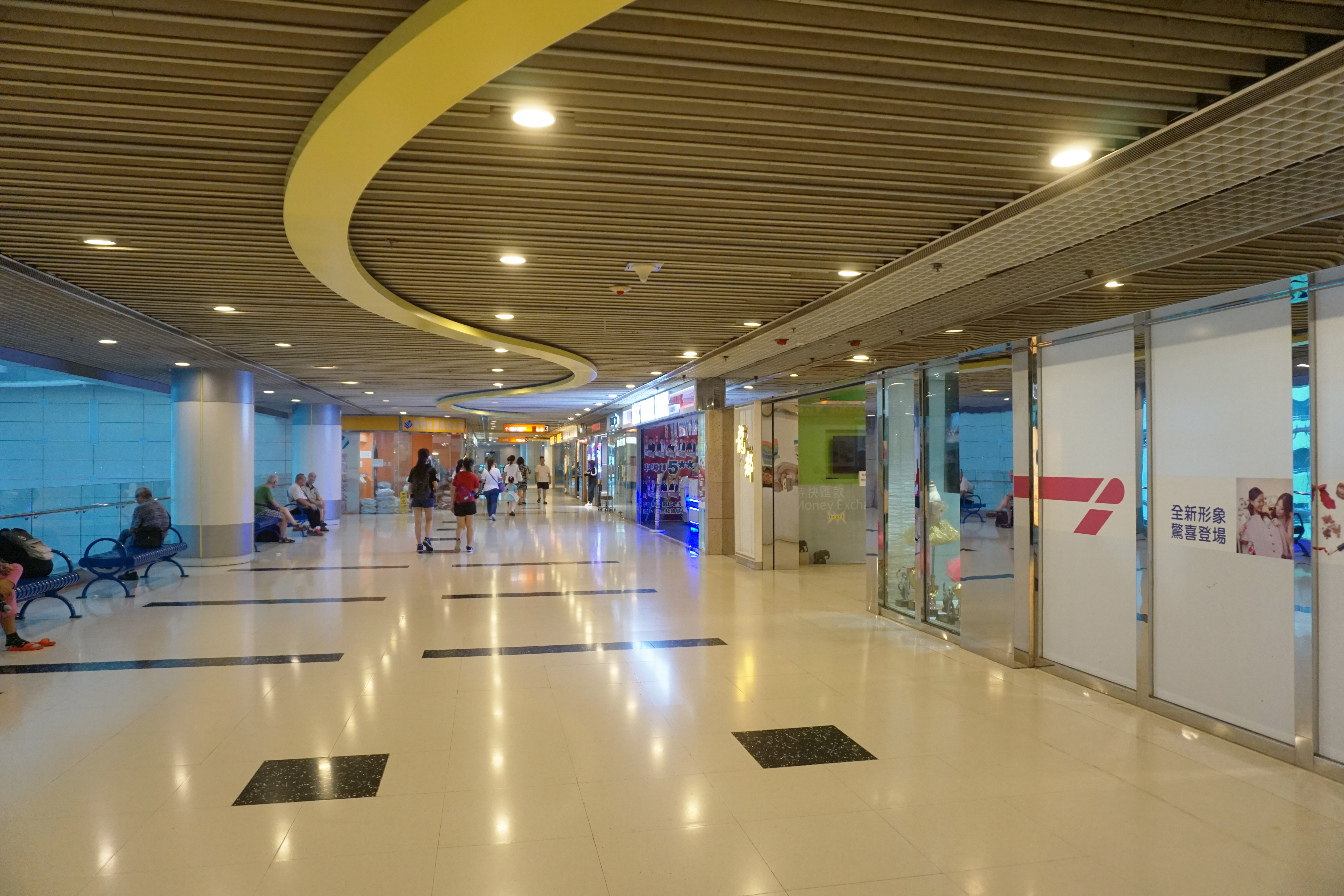
天澤商場3樓

天澤商場（英語：Tin Chak Shopping Centre）是一個位於香港新界元朗區天水圍新市鎮天澤邨的公共屋邨購物中心，本來負責興建此商場的香港房屋委員會預計該商場於2000年12月落成，但最後到了2001年初才落成。
後來商場售予領展房地產投資信託基金（原稱領匯），成為領展旗下的商場之一，為天澤邨、天逸邨、天邨和俊宏軒等一帶的區內市民提供服務。
天澤商場與天澤邨同時興建，並設有天橋分別連接天逸邨停車場和天恒邨停車場大樓及巴士總站。商場樓高四層，建築樓面面積約為249,700平方米，停車場車位302個。

## 簡介
天澤商場樓高三層，商場內設有酒樓、多家快餐店、家庭用品店、連鎖服裝店、便利店、西餅店、涼茶店、診所及銀行提款機等，部份位置劃作樓高兩層的空調濕貨街市。商場設有天橋連接至天逸邨和天恆邨停車場，地下正門入口面向天恆邨公共運輸交匯處，側門入口則前臨天瑞路巴士分站。

### 主要商舗

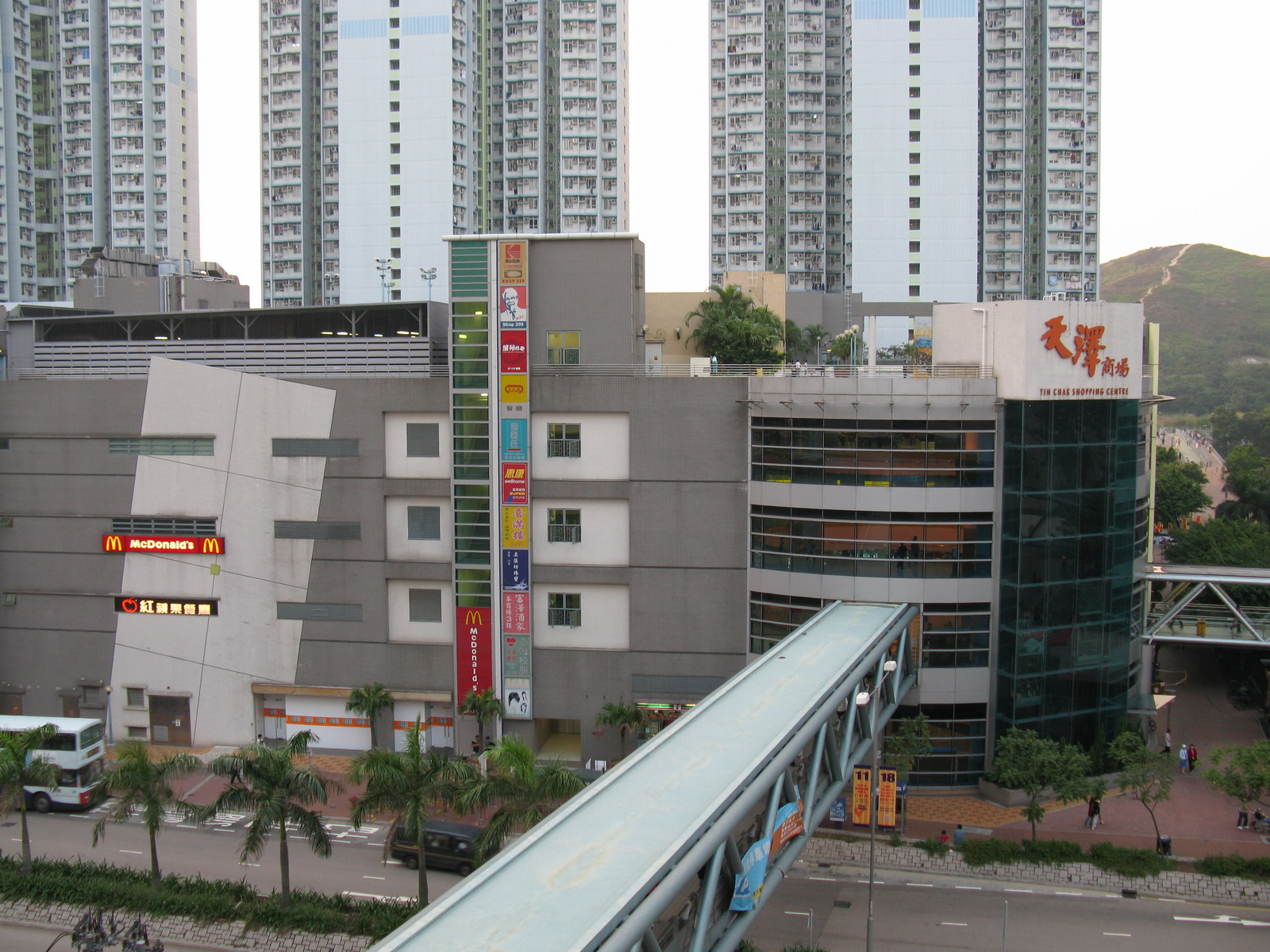
天澤商場外觀（2007年）

- 美心西餅
- 聖安娜餅屋
- 肯德基
- 大家樂
- 薩莉亞
- 唐記包點
- 阿波羅美極屋（已結業）
- 日出茶太[a]
- 創興銀行
- 屈臣氏
- 7-Eleven
- 惠康超級廣場
- 波仔
- 香港中華基督教青年會

- 天澤商場外觀（2007年）

### 天澤街市
天澤（萬有）街市為天水圍北附近4個大型屋邨屋苑（天澤邨、天恒邨、天逸邨及俊宏軒）的唯一鮮活街市，於2001年開業。街市樓高2層，共有144個攤檔，地下及1樓分別有58檔及86檔，由領展外判予宏安集團管理。
不過領展於2016年12月表示會展開翻新工程，要求租戶在2017年1月底限期前遷出。翻新後街市1樓將改作商舖，只餘地下作為街市，攤檔數目將較現時大減六成。由於新租金達10萬元以上，大部分檔戶表示決定離場。區內居民批評領展壟斷已造成惡果，罔顧當區居民生活所需，日後要被迫「買貴餸」，甚至要跨區買餸。

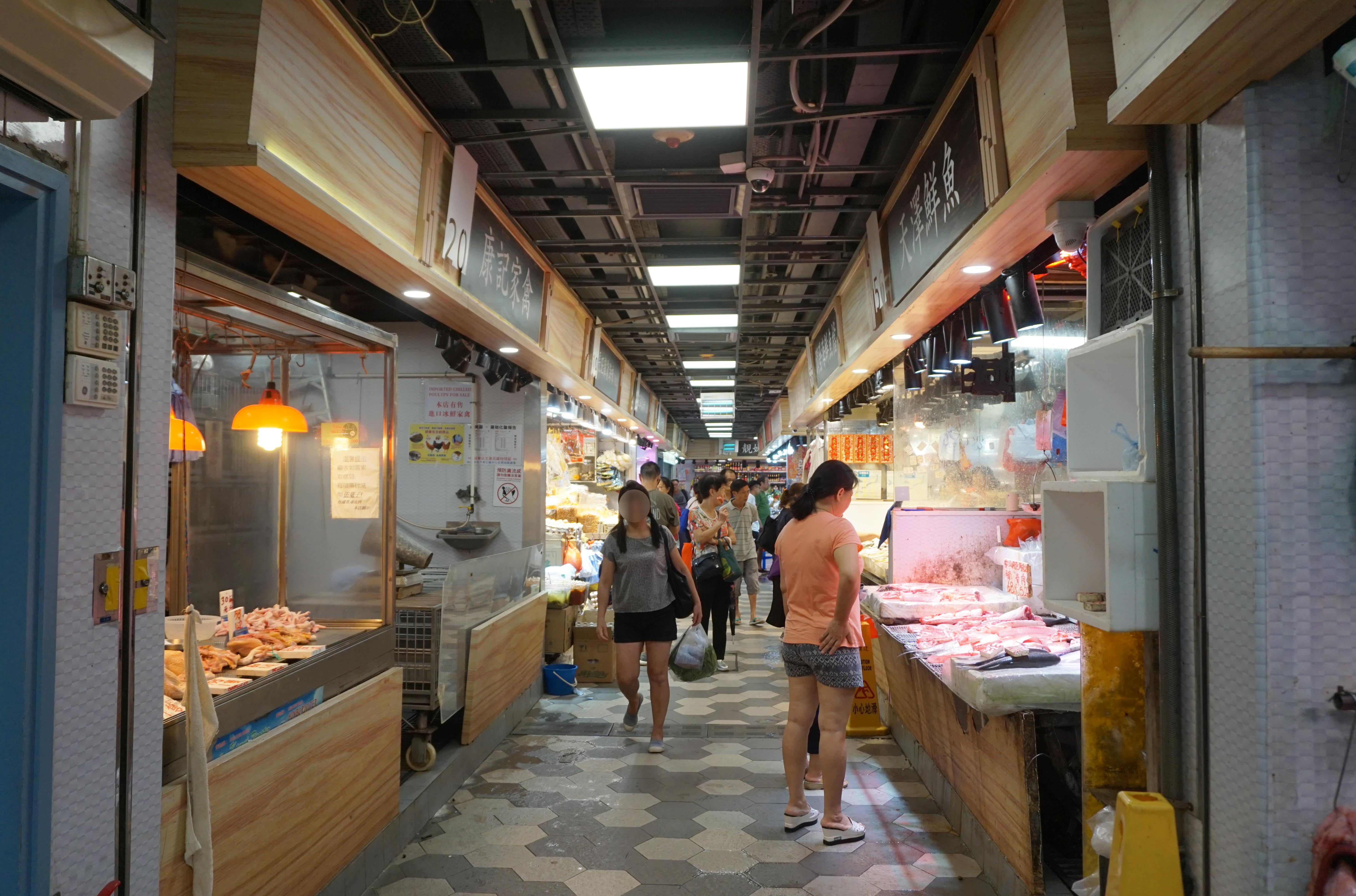
家禽及魚檔
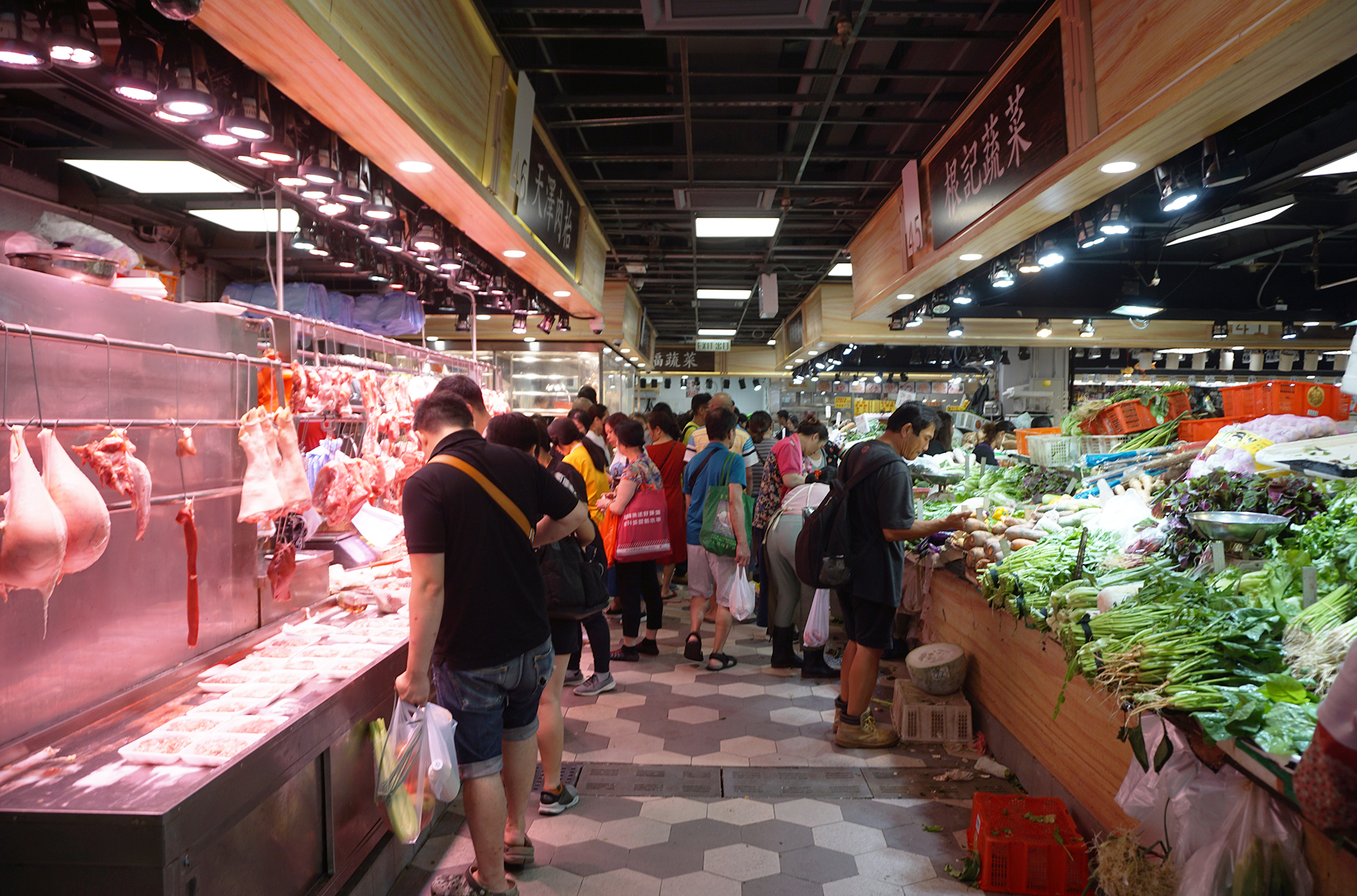
肉檔及菜檔
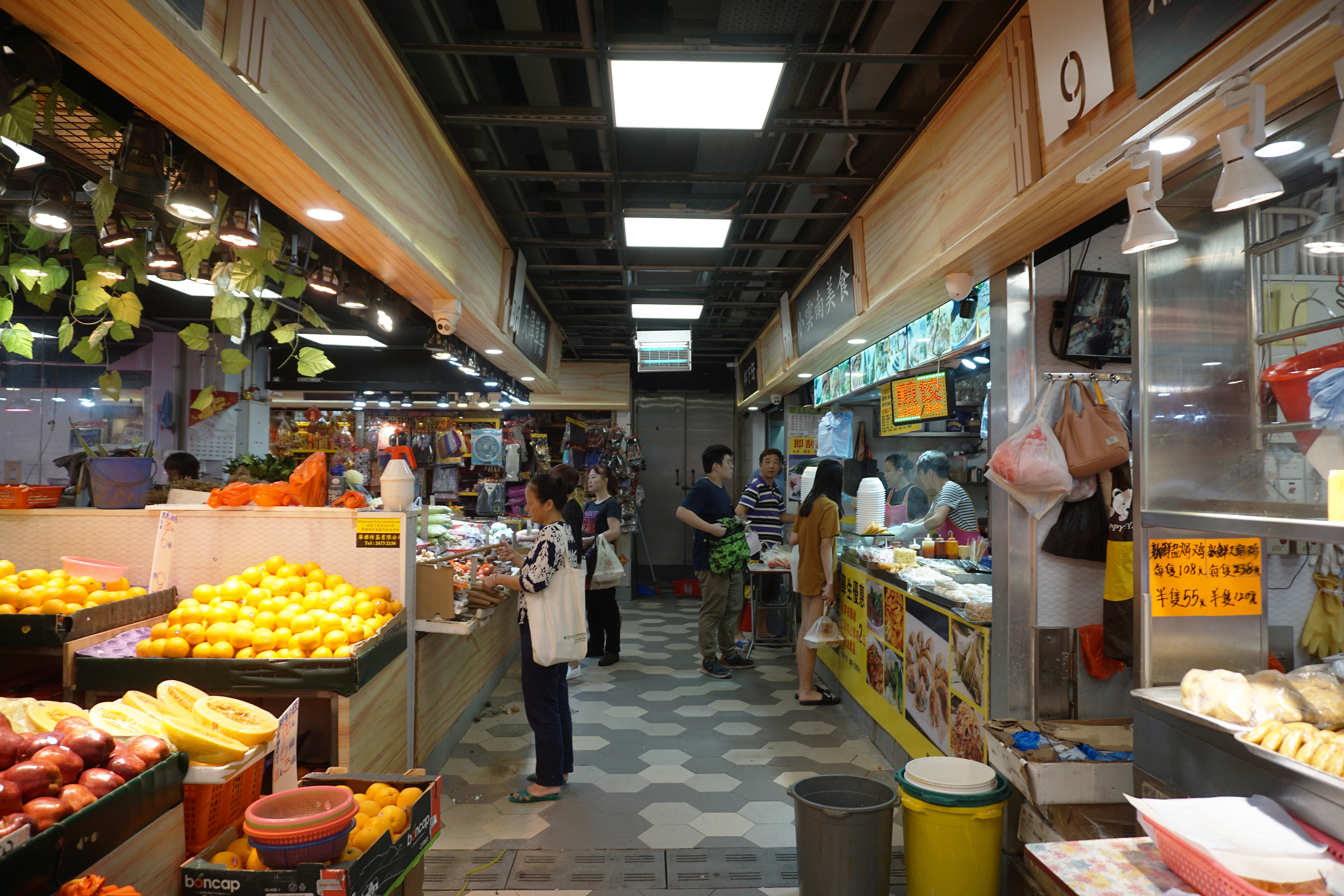
水果、草藥、香燭祭品及小食店
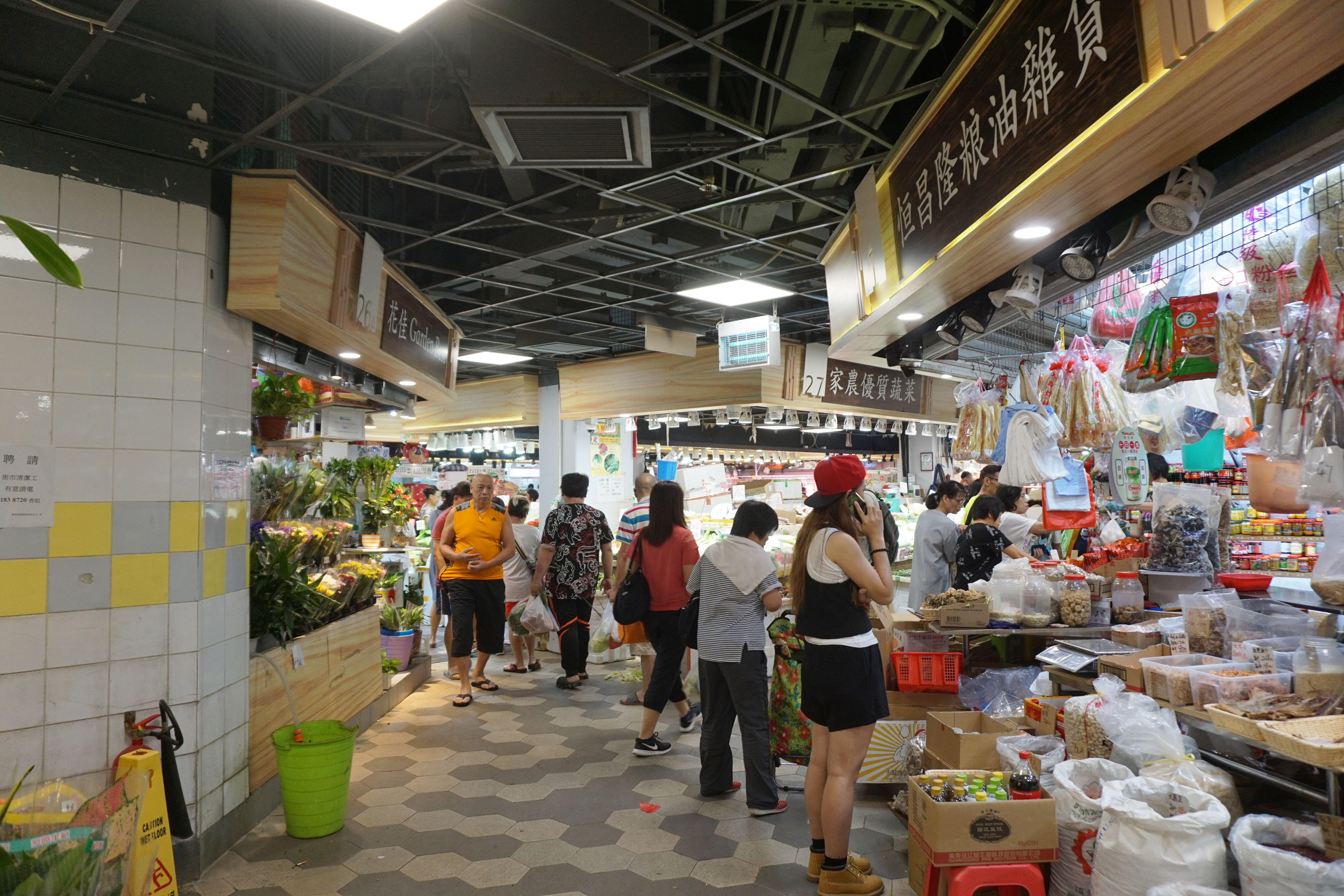
花店及糧油雜貨店

翻新前的天澤街市

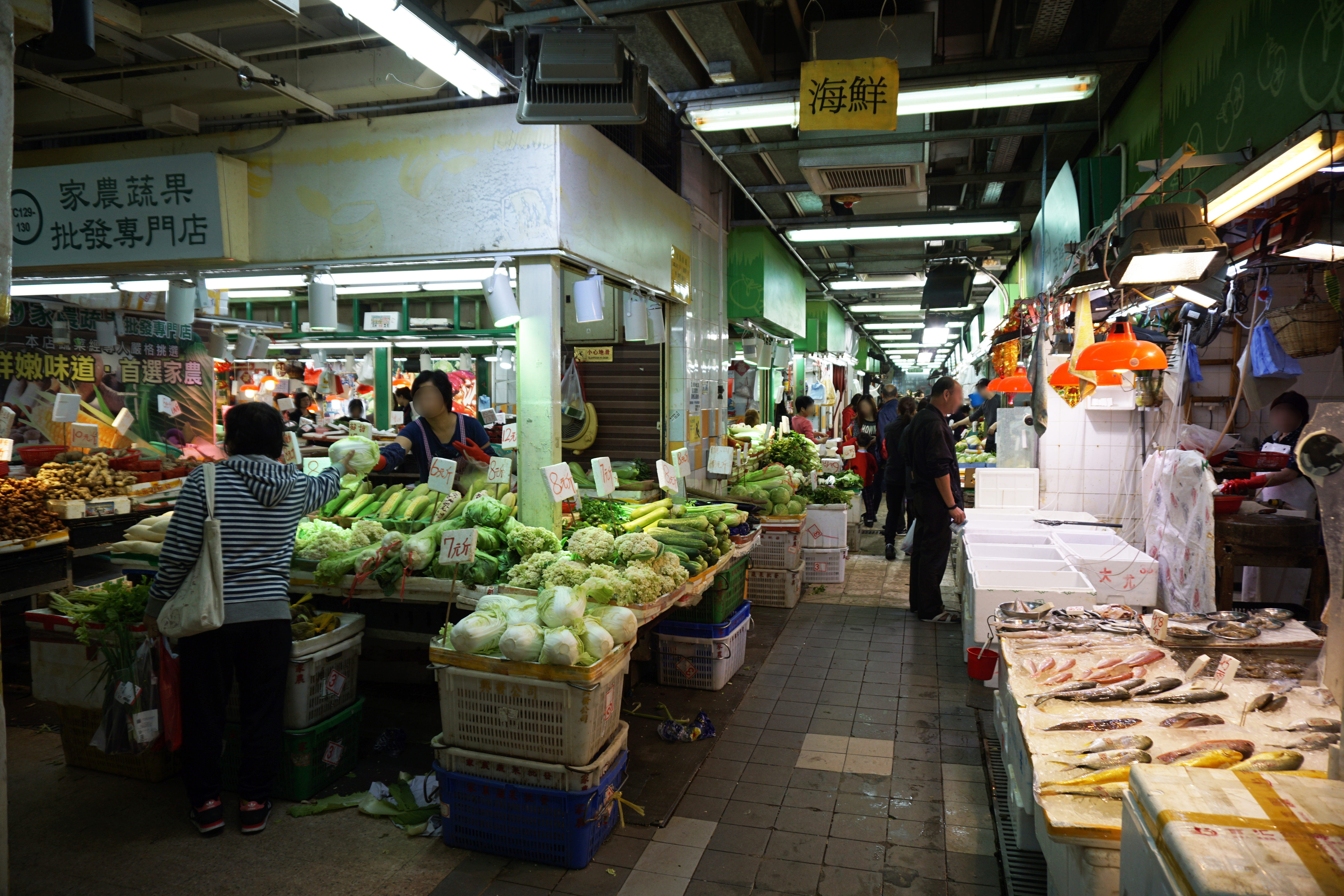
菜檔及魚檔（2017年）
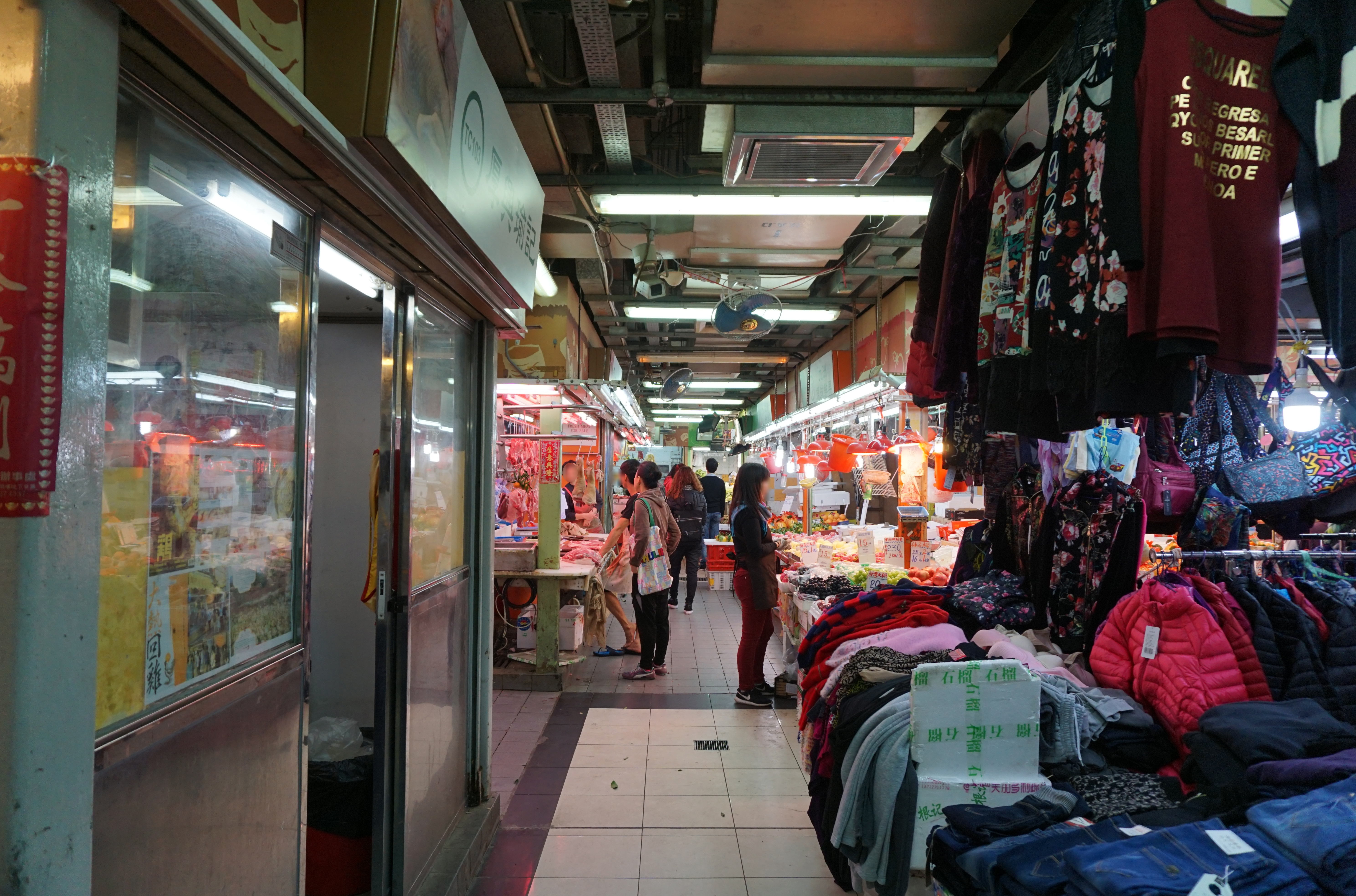
肉檔、水果檔及服裝店（2017年）
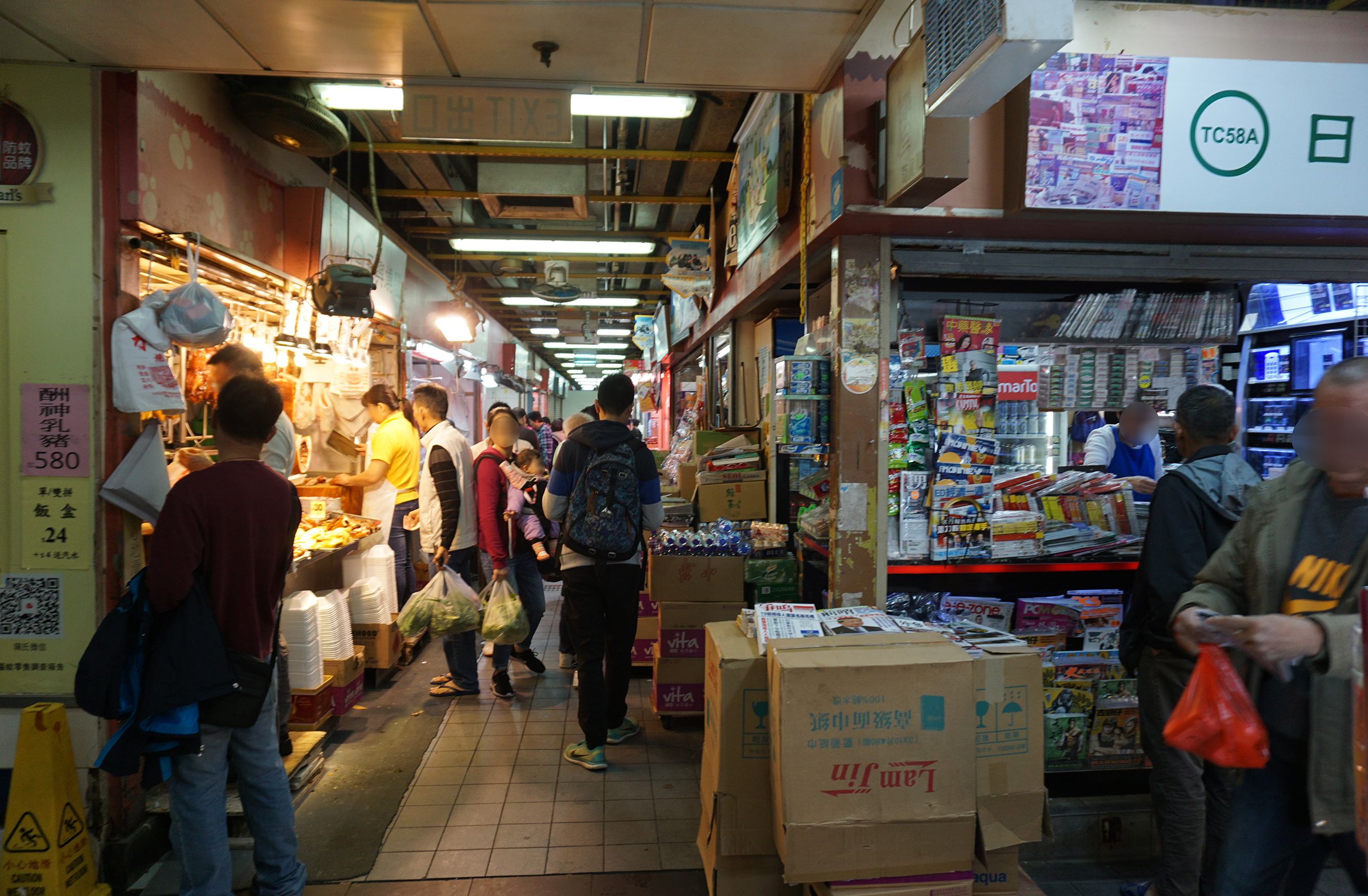
燒臘店及報販（2017年）
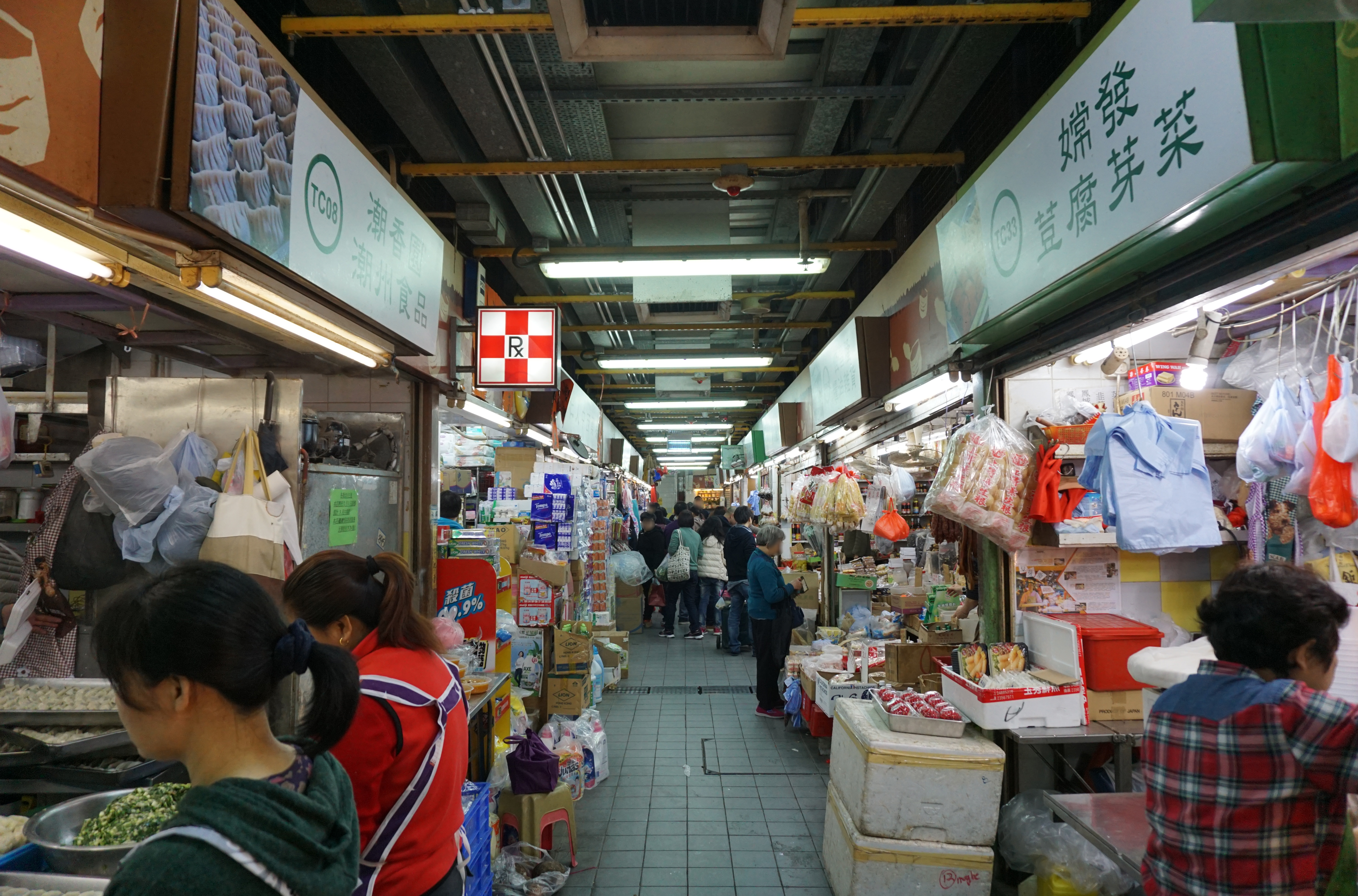
潮州食品、藥房、糧油雜貨及豆腐芽菜檔（2017年）
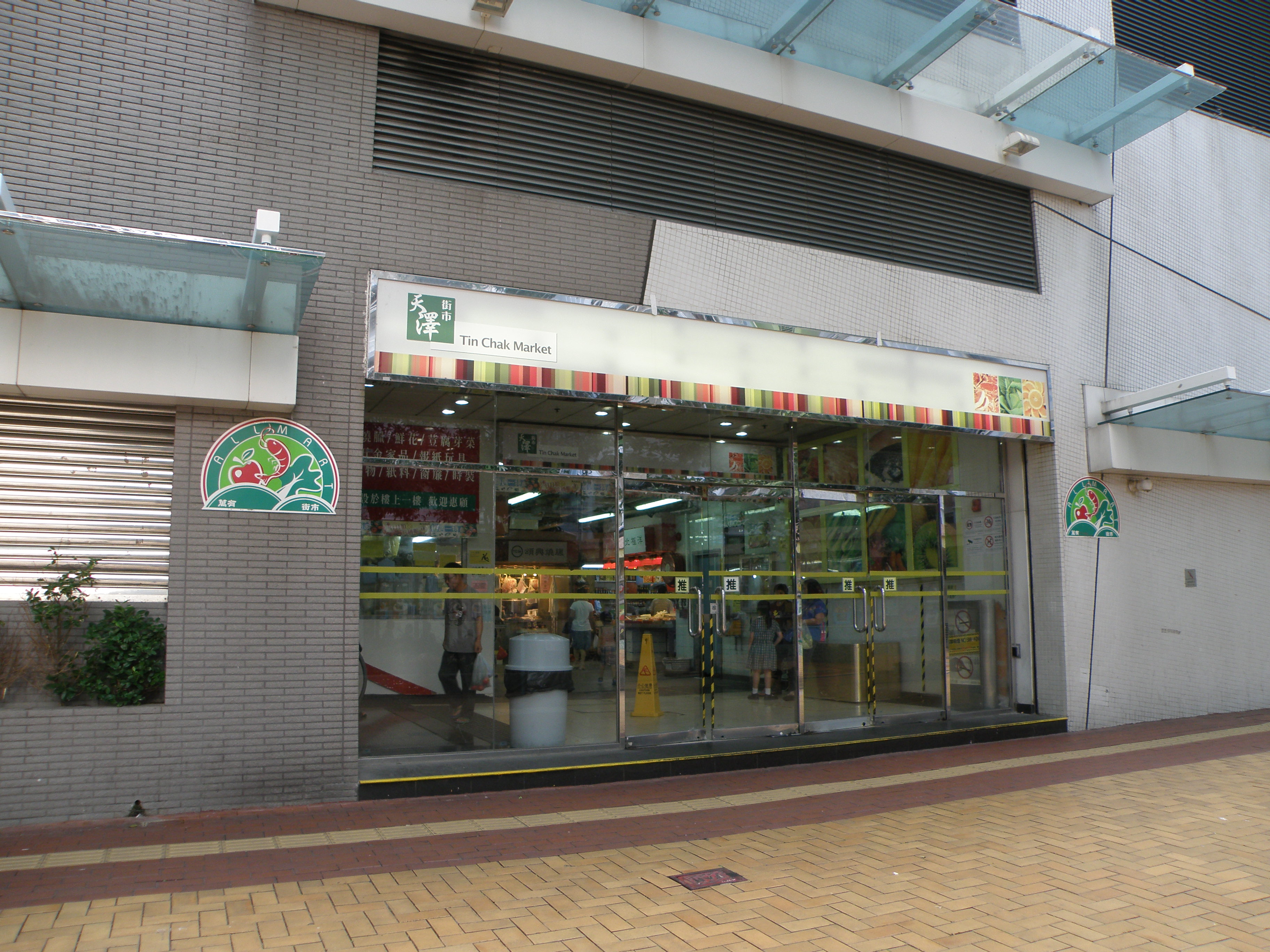
天澤街市入口（2014年）
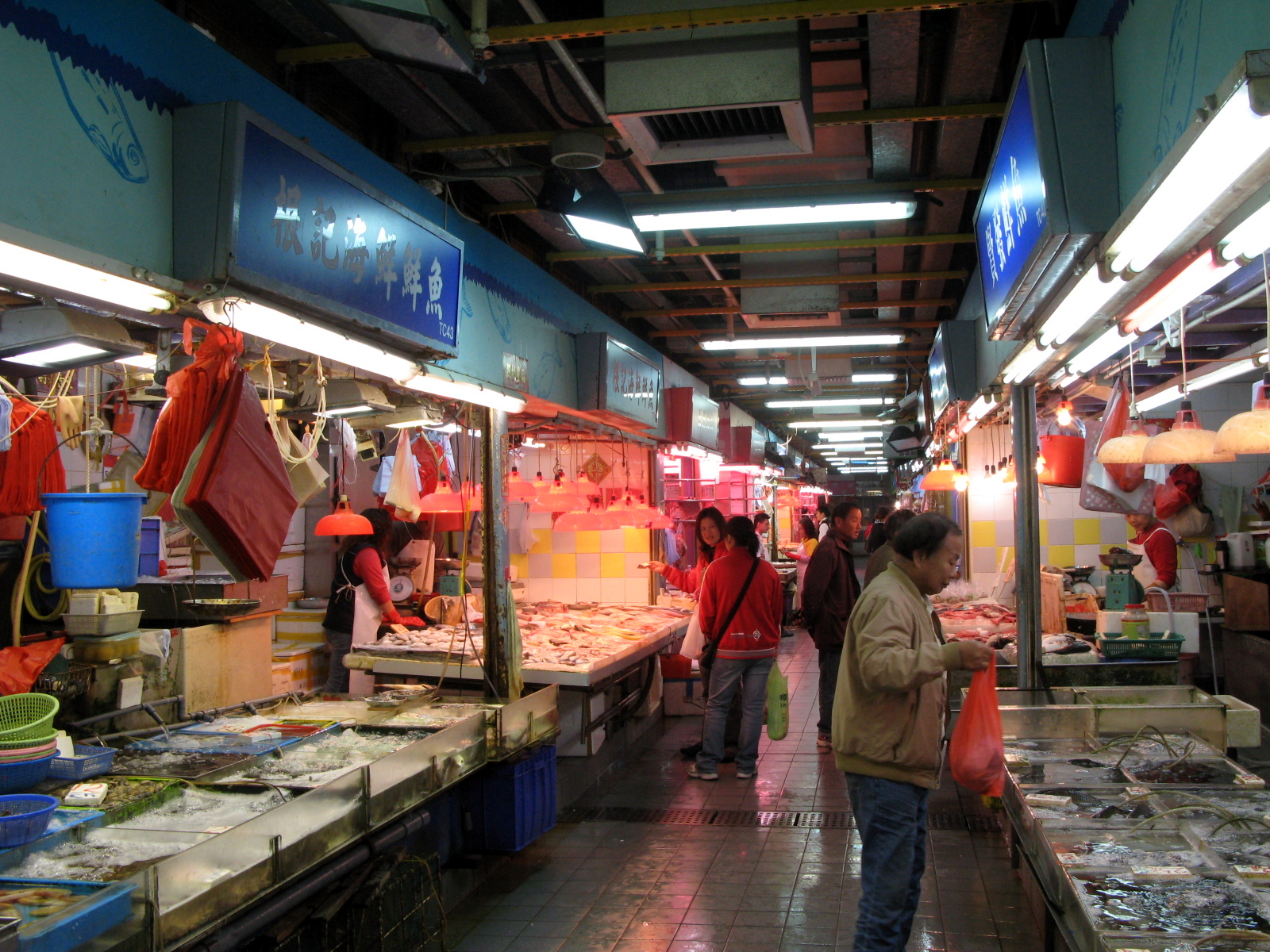
天澤街市（2008年）

## 附加設施
天澤商場設有一個屬小型圖書館規模的公共圖書館，於2006年開幕，為約26,000名天水圍北居民提供圖書館服務。除此之外，該商場亦設有街市及停車場，提供300個車位予客戶使用。不過由於該商場旁邊亦有兩個停車場大樓，導致該商場的停車場車位經常出現空置的情況。

## 備註
1. ↑  香港唯一一家分店。
2. ↑  2006年年底資料（天富苑及慧景軒的居民人數並無計算在內）；屏山天水圍公共圖書館所在地比該圖書館更接近天水圍南

## 外部連結
- 天澤商場（页面存档备份，存于）
- .   [2019-07-31]. （原始内容存档于2002-06-03） （中文（繁體））.